# Sender Wendelstein
Seit 1954 betreibt der Bayerische Rundfunk auf dem Wendelstein eine Sendeanlage für Hörfunk und TV.
Als Antennenträger kommt ein freistehender Stahlrohrmast zum Einsatz. Obwohl er nur 55 m hoch ist, kann er dank seiner Lage fast das gesamte bayerische Alpenvorland sowie Teile Österreichs mit Fernseh- und Radio-Programmen versorgen. Im Mai 2005 wurde die analoge Abstrahlung von ARD, ZDF und dem Bayerischen Fernsehen eingestellt und durch die digitale Ausstrahlung im DVB-T/DVB-T2 Standard ersetzt. Dabei werden sämtliche Münchner Multiplexe auch vom Wendelstein gesendet und sind damit in weiten Teilen Oberbayerns gut zu empfangen.
Vom Wendelstein aus werden heute auch sämtliche südbayerischen Sendeanlagen des Bayerischen Rundfunks fernüberwacht, sofern diese aufgrund der Tageszeit oder dauerhaft unbesetzt sind. Die Senderbetriebszentrale für den nordbayerischen Raum befindet sich am Dillberg.

## Geschichte

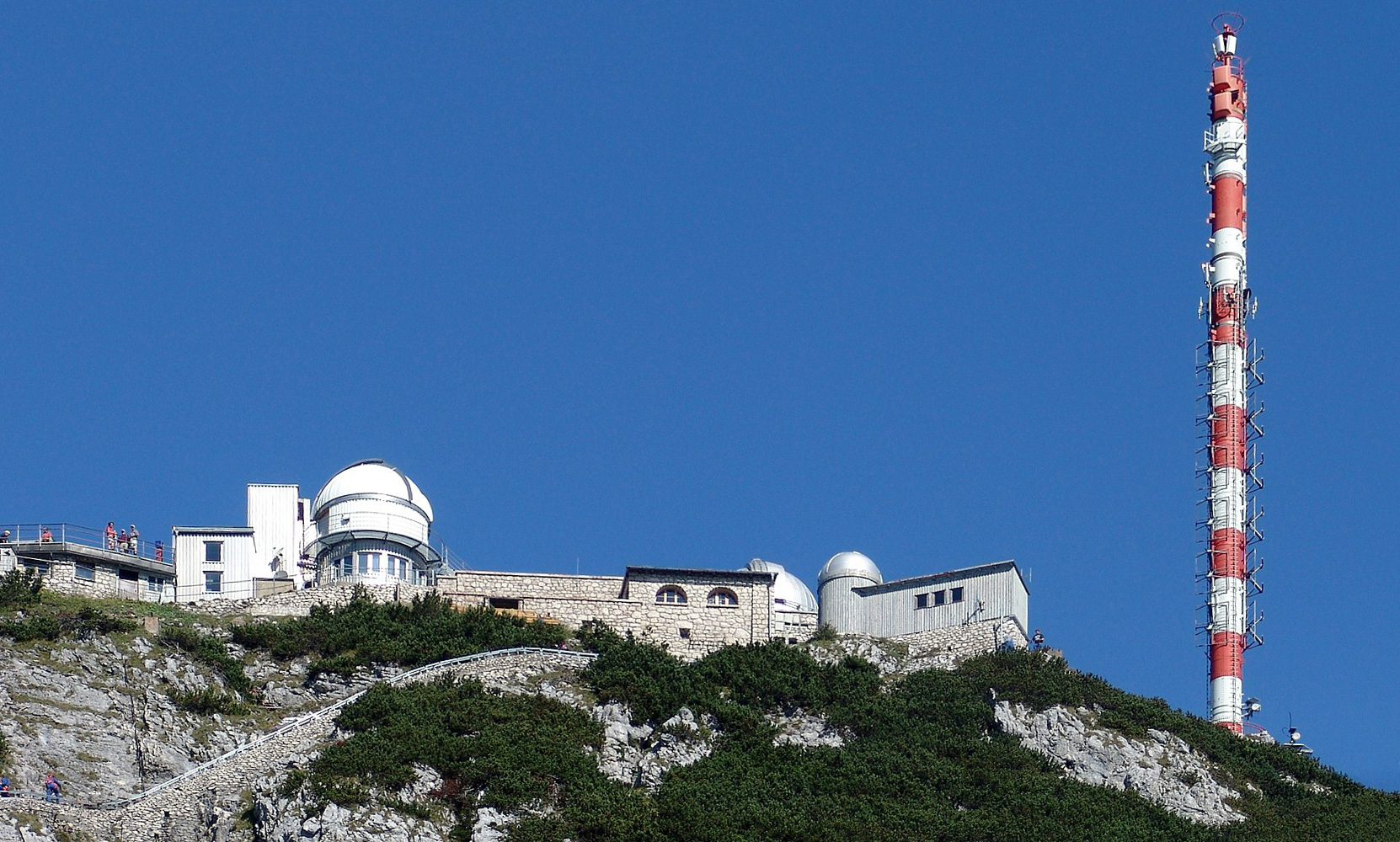
Sendemast mit alter Mastspitze (Aufnahme 2004)

Der Sender Wendelstein wurde am 3. Januar 1950 auf der UKW-Frequenz 88,5 MHz für Bayern 2 in Betrieb genommen. Aufgrund des Europäischen Rundfunkabkommens Stockholm 1952 musste diese Frequenz am 1. Juli 1953 auf 90,0 MHz verschoben werden, nachdem sie zwischenzeitlich auf 88,9 MHz lag. 1954 wurde die Sendeleistung von anfangs 1 kW auf 100 kW erhöht und gleichzeitig die Frequenz 93,6 MHz für Bayern 1 in Betrieb genommen. 1961 wurden die UKW-Frequenzen neu koordiniert, wobei die Frequenz 90,0 MHz auf 89,5 MHz und die Frequenz 93,6 MHz auf 93,7 MHz geändert wurde.
Fernsehsignale kamen erstmals Anfang November 1954 vom Wendelstein, wofür ein 100 kW starker Fernsehsender für VHF-Kanal 10 installiert wurde.
Bereits 10 Jahre später baute der Bayerische Rundfunk einen neuen 55 Meter hohen Sendemast und nahm am 1. November 1970 für sein damaliges Gastarbeiterprogramm Bayern 3 die Frequenz 98,5 MHz mit 35 Kilowatt Leistung in Betrieb.
Bayern 4 Klassik wurde erstmals am 4. Oktober 1984 vom Wendelstein ausgestrahlt, zunächst auf der Frequenz 103,3 MHz mit 5 Kilowatt, ab Ende 1986 dann auf 102,3 MHz mit den vollen 100 Kilowatt Sendeleistung. 1989 wurde dann das RDS in Betrieb genommen. Die nächste Inbetriebnahme einer UKW-Frequenz dauerte nicht lange, so wurde bereits ab 1988 auf der Frequenz 105,7 MHz das Gastarbeiterprogramm mit 2 Kilowatt Sendeleistung ausgestrahlt, nach dessen Einstellung im Mai 1991 dann B5 aktuell. Ende 1992 verstärkte man auch diese Frequenz auf die vollen 100 Kilowatt.
Digitalradio (DAB) wurde zunächst am 8. Juni 1995 als Pilotprojekt aufgeschaltet, ab 1999 dann im Regelbetrieb. Nachdem zunächst nur das DAB-Ensemble auf 12D ausgestrahlt wurde, kam am 16. Dezember 2010 auch der BR-Mux auf 11D mit 4 Kilowatt Leistung dazu.
Im April 2005 bekam der Sendemast im Zuge der Umstellung auf DVB-T eine neue Spitze aus Glasfaserverstärktem Kunststoff mit den neuen UHF-Antennen.

## Frequenzen und Programme

### Analoges Radio (UKW)
Beim Antennendiagramm sind im Falle gerichteter Strahlung die Hauptstrahlrichtungen in Grad angegeben.
| Frequenz (in MHz) | Programm   | Senderlogo | RDS PS            | RDS PI               | Regionalisierung | ERP (in kW) | Antennendiagramm rund (ND), gerichtet (D) | Polarisation horizontal (H), vertikal (V) |
| ----------------- | ---------- | ---------- | ----------------- | -------------------- | ---------------- | ----------- | ----------------------------------------- | ----------------------------------------- |
| 93,7              | Bayern 1   |            | B1_Obb__ BAYERN_1 | D411 (regional) D311 | Oberbayern       | 100         | D (290–70°)                               | H                                         |
| 89,5              | Bayern 2   |            | Bayern_2          | D312                 | -                | 100         | D (290–70°)                               | H                                         |
| 98,5              | Bayern 3   |            | BAYERN_3          | D313                 | –                | 100         | D (290–70°)                               | H                                         |
| 102,3             | BR-Klassik |            | BR-KLASS          | D314                 | –                | 100         | D (290–70°)                               | H                                         |
| 105,7             | BR24       |            | BR24____          | D315                 | –                | 100         | D (290–70°)                               | H                                         |

#### Besonderheit
Die ebenfalls für den Standort Wendelstein koordinierte Frequenz 107,7 MHz wird derzeit mit dem Programm Antenne Bayern vom Sender Hochries mit reduzierter Sendeleistung (50 kW statt 100 kW) betrieben.

### Digitales Radio (DAB)
DAB+ wird in vertikaler Polarisation und im Gleichwellenbetrieb mit anderen Sendern ausgestrahlt.
| Block                           | Programme (Datendienste) | ERP (kW)   | Antennen- diagramm rund (ND), gerichtet (D) | Gleichwellennetz (SFN) |
| ------------------------------- | --- | ---------- | ------------------------------------------- | --- |
| 5C DRDeutschland (D__00188)     | DAB+ Block der Media Broadcast: - Absolut relax (72 kbps) - Dlf (104 kbps) - Dlf Kultur (112 kbps) - Dlf Nova (104 kbps) - DRadio DokDeb (48 kbps) - Energy Digital (72 kbps) - ERF Plus (64 kbps) - Klassik Radio (72 kbps) - Radio Bob (72 kbps) - Radio Horeb (48 kbps) - Radio Schlagerparadies (64 kbps) - Schwarzwaldradio (64 kbps) - sunshine live (72 kbps) - DRadio Daten (32 kbps Daten) - EPG Deutschland (16 kbps Daten) - TPEG (16 kbps Daten) - TPEG_MM (16 kbps Daten) | 2 (max. 5) | D                                           | - Baden-Württemberg: Aalen, Baden-Baden (Fremersberg), Bad Mergentheim, Blauen, Brandenkopf, Donaueschingen, Feldberg im Schwarzwald, Freiburg (Vogtsburg-Totenkopf), Geislingen (Oberböhringen), Großerlach (Hohe Brach), Heidelberg (Königstuhl), Heilbronn (Schweinsberg), Hochrhein (Rickenbach), Hornisgrinde, Pforzheim (Schömberg-Langenbrand), Raichberg, Ravensburg (Höchsten), Reutlingen, Stuttgart (Frauenkopf), Ulm (Kuhberg) - Bayern: Amberg (Hirschau), Aschaffenburg (Pfaffenberg), Augsburg (Hotelturm), Bad Tölz (Gaißach), Balderschwang, Bamberg (Geisberg), Büttelberg, Brotjacklriegel, Dillberg, Grünten, Herzogstand, Hochberg (Traunstein), Hoher Bogen, Inntal (Ebbs), Ingolstadt (Gelbelsee), Kreuzberg/Rhön, Landshut (Altdorf), München (Olympiaturm), Nennslingen (Büchelberg), Nürnberg, Oberammergau, Ochsenkopf, Passau, Pfänder, Pfaffenhofen, Pfarrkirchen, Pfronten, Regensburg (Hohe Linie), Unterringingen, Untersberg, Wendelstein (Bayrischzell), Würzburg (Frankenwarte) - Berlin: Berlin (Alexanderplatz), Berlin (Scholzplatz) - Brandenburg: Bad Belzig, Booßen, Brandenburg/Havel, Calau, Casekow, Cottbus, Eberswalde (geplant), Eisenhüttenstadt, Neuruppin (geplant), Petkus, Pritzwalk, Templin - Bremen: Bremen (Walle), Bremerhaven-Schiffdorf - Hamburg: Hamburg (Moorfleet), Hamburg (Heinrich-Hertz-Turm) - Hessen: Bad Hersfeld (Rimberg), Biedenkopf (Sackpfeife), Fulda (Hummelskopf), Frankfurt (Europaturm), Gelnhausen (Schnepfenkopf), Gießen (Dünsberg), Großer Feldberg, Hardberg, Hohe Wurzel, Hoher Meißner, Kassel (Habichtswald), Mainz-Kastel - Mecklenburg-Vorpommern: Garz (Rügen), Güstrow, Malchin, Neubrandenburg-Süd, Neustrelitz (geplant), Rostock (Toitenwinkel), Röbel, Schwerin (Zippendorf-Gr.Dreesch), Torgelow, Wismar/Rüggow, Züssow - Niedersachsen: Aurich-Popens, Braunschweig (Broitzem), Braunschweig (Drachenberg), Cuxhaven-Stadt, Dannenberg, Göttingen (Bovenden-Osterberg), Hannover (Telemax), Lingen, Lüneburg-Neu Wendhausen, Molbergen-Peheim, Osnabrück (Bramsche-Schleptruper Egge), Hildesheim (Sibbesse), Steinkimmen, Uelzen, Visselhövede, Wilhelmshaven - Nordrhein-Westfalen: Aachen (Karlshöhe), Bergneustadt-Wiedenest (R), Bielefeld (Hünenburg), Bonn (Venusberg), Dortmund (Florianturm), Düsseldorf (Rheinturm), Eggegebirge, Herscheid, Hochsauerland (Hunau), Hürtgenwald-Großhau, Köln (Colonius), Langenberg, Lügde-Rischenau (Köterberg), Meschede (geplant), Minden (Jakobsberg), Münster (Fernmeldeturm), Schöppingen, Siegen-Süd, Wesel - Rheinland-Pfalz: Bad Kreuznach (Schanzenkopf), Bad Marienberg (Westerwald), Bornberg, Daun (Eifel), Edenkoben (Kalmit), Heckenbach-Schöneberg (Ahrweiler), Haardtkopf (geplant), Idar-Oberstein, Kaiserslautern, Kettrichhof, Koblenz (Kühkopf), Schnee-Eifel (geplant), Trier (Petrisberg) - Saarland: Merzig-Merchingen, Saarbrücken (Schoksberg) - Sachsen: Chemnitz, Dresden, Geyer, Leipzig, Löbau, Neustadt, Freiberg (Niederschöna), Oschatz, Schöneck, Zwickau Ost - Sachsen-Anhalt: Brocken, Burg, Dequede, Petersberg, Pettstädt (Weißenfels), Schneidlingen, Wittenberg - Schleswig-Holstein: Bungsberg, Bredstedt, Flensburg, Garding, Heide, Helgoland, Hennstedt, Itzehoe, Kiel (Kronshagen), Lübeck (Stockelsdorf), Schleswig, Niebüll (Süderlügum), Westerland (Sylt) - Thüringen: Bleßberg (Sonneberg), Erfurt-Hochheim, Gera, Inselsberg, Jena (Oßmaritz), Kulpenberg, Lobenstein (Sieglitzberg), Saalfeld (Remda), Weimar (Ettersberg) |
| 7A Oberbayern Süd (D__00406)    | DAB-Block der Bayern Digital Radio: - 106.4 TOP FM (80 kbps) - Radio Oberland (96 kbps) - Charivari (RO) (96 kbps) - Radio Galaxy (RO) (96 kbps) - AlpinFM (96 kbps) - Bayernwelle (96 kbps) - Radio ISW (80 kbps) - Radio Alpenwelle (96 kbps) - Münchner Kirchenradio (80 kbps) | 10         | D                                           | Bad Tölz (Gaißach), Berchtesgaden (Jenner) (R), Herzogstand (Fahrenbergkopf), Hochberg (Traunstein), Hohenpeißenberg, Inntal (Ebbs), Isen, Neuötting, Oberammergau, Reit im Winkl, Untersberg, Tegernseer Tal (Wallberg), Wasserburg am Inn (Koblberg) (geplant), Wendelstein (Bayrischzell) |
| 10A Obb/Schw (D__00354)         | DAB-Block der Bayern Digital Radio: - Bayern 1 (Schwaben) (96 kbps) - Bayern 1 (Mainfranken) (96 kbps) - BR24live (64 kbps, Mono) - Radio Teddy (72 kbps) - egoFM (72 kbps) - Arabella Bayern (96 kbps) - Rock Antenne Bayern (72 kbps) - BR EPG (8 kbps Daten) - BR News (8 kbps Daten) | 10         | D                                           | - Oberbayern: Bad Tölz (Gaißach), Berchtesgaden (Jenner) (R), Eichstätt, Fürstenfeldbruck (Schöngeising), Gelbelsee (Ingolstadt), Herzogstand (Fahrenbergkopf), Hochberg (Traunstein), Hohenpeißenberg, Inntal (Ebbs), Isen, München-Freimann, München-Ismaning, München (Olympiaturm), Neuötting, Oberammergau, Pfaffenhofen (Wolfsberg), Reit im Winkl, Untersberg, Tegernseer Tal (Wallberg), Wasserburg am Inn (Koblberg), Wendelstein (Bayrischzell) - Schwaben: Augsburg (Hotelturm), Augsburg (Welden), Balderschwang (Oberberg) (R), Grünten, Hühnerberg, Kaufbeuren (geplant), Markt Wald, Memmingen, Pfänder (Vorarlberg), Pfronten (Breitenberg), Ulm (Kuhberg) |
| 11D Bayern (D__00165)           | DAB-Block des Bayerischen Rundfunks - Bayern 1 (Oberbayern) (96 kbps) - Bayern 1 (Niederbayern/Oberpfalz) (96 kbps) - Bayern 1 (Franken) (96 kbps) - Bayern 2 (96 kbps) - Bayern 3 (96 kbps) - BR-Klassik (144 kbps) - BR24 (72 kbps, Mono) - BR Schlager (96 kbps) - Puls (96 kbps) - BR Heimat (128 kbps) - BR Verkehr (16 kbps, Mono) - Antenne Bayern (80 kbps) - BR EPG (8 kbps Daten) - ARD TPEG (24 kbps)                                                                       | 4          | D                                           | - Unterfranken: Alzenau (Hahnenkamm), Burgsinn (Main-Spessart), Dettelbach, Ebern, Frammersbach (Sauerberg) (geplant), Gemünden, Hammelburg, Kreuzberg (Rhön), Miltenberg-Wenschdorf, Neustadt am Main, Obernburg am Main, Ostheim (Heidelberg), Pfaffenberg (Aschaffenburg), Schweinfurt (Schonungen), Volkach, Wertheim, Würzburg (Frankenwarte), Zeil am Main - Oberfranken: Bad Steben, Bamberg (Geisberg), Burgwindheim (geplant), Coburg (Eckardtsberg), Hof (Labyrinthberg), Kronach, Kulmbach, Ludwigsstadt (Ebersdorf), Ochsenkopf (Fichtelgebirge), Pegnitz - Mittelfranken: Ansbach (geplant), Büttelberg, Hesselberg, Hersbruck, Nürnberg (Fernmeldeturm), Rothenburg ob der Tauber, Treuchtlingen, Weißenburg - Oberpfalz: Altenstadt, Amberg (Hirschau), Amberg-Süd, Dillberg (Neumarkt), Fuchsmühl, Geigant, Hoher Bogen (Furth im Wald), Hohe Linie (Regensburg), Kallmünz (geplant), Pfreimd, Schönsee (Drechselberg), Weigendorf - Niederbayern: Brotjacklriegel, Deggendorf (Aletsberg), Dingolfing, Einödriegel, Kelheim, Landshut (Altdorf), Mainburg, Mallersdorf-Pfaffenberg, Oberfrauenwald, Passau (Kühberg), Pfarrkirchen, Rattenberg, Rotthalmünster, Viechtach (Weigelsberg) (geplant), Vilsbiburg - Schwaben: Augsburg (Hotelturm), Augsburg (Welden), Balderschwang (Oberberg) (R), Grünten, Hühnerberg (Harburg), Kaufbeuren (geplant), Markt Wald, Memmingen, Pfänder (Vorarlberg), Pfronten (Breitenberg), Ulm (Kuhberg) - Oberbayern: Bad Tölz (Gaißach), Berchtesgaden (Jenner) (R), Eichstätt, Fürstenfeldbruck (Schöngeising), Gelbelsee, Herzogstand (Fahrenbergkopf), Hochberg (Traunstein), Hohenpeißenberg, Inntal (Ebbs), Isen, München-Freimann, München-Ismaning, München (Olympiaturm), Neuötting, Oberammergau (Laber), Pfaffenhofen (Wolfsberg), Pfaffenhofen (BR), Reit im Winkl, Untersberg (Salzburg), Tegernseer Tal (Wallberg), Wasserburg am Inn (Koblberg), Wendelstein (Bayrischzell) |
| 12D Antenne DE (D__00008)       | DAB-Block von Antenne Deutschland: - 80s80s (72 kbps) - 90s90s (72 kbps) - Absolut Bella (72 kbps) - Absolut Germany (72 kbps) - Absolut Hot (72 kbps) - Absolut Oldie (72 kbps) - Absolut Top 2000er (72 kbps) - AIDAradio (72 kbps) - Ballermann Radio (72 kbps) - Beats Radio (72 kbps) - Brillux Radio (72 kbps) - Nostalgie (72 kbps) - Oldie Antenne (72 kbps) - RTL Radio (72 kbps) - Rock Antenne (72 kbps) - Toggo Radio (72 kbps)                                            | 2          | D                                           | - Baden-Württemberg: Ulm (Kuhberg) - Bayern: Augsburg (Hotelturm), Landshut (Altdorf), München (Olympiaturm), Oberammergau, Passau, Wendelstein (Bayrischzell) |
| 10D DAB+ Bayern (Testkanal BDR) | DAB-Block der Bayern Digital Radio: - M94.5 (96 kbps) - Max neo (88 kbps) - TEST BayernSOUND (96 kbps) - TEST Jazz (72 kbps) - TEST Country (96 kbps) - TEST Elektro (96 kbps) - TEST RnB/Soul (96 kbps) - WarnTest 10D (96 kbps) - TEST Info (64 kbps) - BDR SPI 10D (64 kbps Daten) - TPEG K10D (32 kbps Daten) | 10         | D                                           | Büttelberg, Wendelstein (Bayrischzell) |

Netzbetreiber und Frequenzinhaber des Testkanals 10D ist die Bayern Digital
Radio GmbH. Das Projekt wird von der BLM gefördert.
Am 4. Mai 2022 startete ein auf zwei Jahre befristetes Projekt zwecks Tests der Warnsysteme EWF und TPEG-EAW in den Großräumen München und Nürnberg. Die Testprogramme wurden am 1. Juli 2024 wieder abgeschaltet.

### Digitales Fernsehen (DVB-T2)
Die DVB-T2 HD-Ausstrahlungen auf dem Wendelstein laufen seit dem 29. März 2017 und sind im Gleichwellenbetrieb (Single Frequency Network) mit anderen Sendestandorten.
| Kanal | Frequenz (in MHz) | Multiplex         | Programme im Multiplex | ERP (in kW) | Antennen- diagramm rund (ND)/ gerichtet (D) | Polari- sation horizontal (H)/ vertikal (V) | Modulations- verfahren | FEC | Guard- intervall | Bitrate (in MBit/s) | SFN                                                                                             |
| ----- | ----------------- | ----------------- | --- | ----------- | ------------------------------------------- | ------------------------------------------- | ---------------------- | --- | ---------------- | ------------------- | ----------------------------------------------------------------------------------------------- |
| 26    | 514               | Freenet TV Bayern | - Kabel Eins HD - ProSieben Maxx HD - ProSieben HD - Sat.1 Gold HD - Sat.1 HD Bayern - Sixx HD - Sport1 HD                                                                              | 100         | D                                           | V                                           | 64-QAM                 | 2/3 | 1/16             | 27,6                | Wendelstein (Bayrischzell), Olympiaturm (München)                                               |
| 30    | 546               | ARD regional (BR) | - ARD alpha HD - BR Fernsehen Süd HD - HR-Fernsehen HD - MDR Thüringen HD - rbb Berlin HD/BR Fernsehen Nord HD 1) - SWR Fernsehen BW HD                                                 | 100         | D                                           | V                                           | 64-QAM                 | 3/5 | 19/128           | 21,56               | Wendelstein (Bayrischzell), Olympiaturm (München), Untersberg (Salzburg), Hochberg (Traunstein) |
| 31    | 554               | ARD Digital (BR)  | - Arte HD - Das Erste HD - One HD - Phoenix HD - Tagesschau24 HD - NDR Fernsehen HD (Niedersachsen)                                                                                     | 100         | D                                           | V                                           | 64-QAM                 | 3/5 | 19/128           | 21,56               | Wendelstein (Bayrischzell), Olympiaturm (München), Untersberg (Salzburg), Hochberg (Traunstein) |
| 34    | 578               | ZDFmobil          | - 3sat HD - KiKA HD - ZDF HD - ZDFinfo HD - ZDFneo HD HbbTV - Freenet TV connect | 100         | D                                           | V                                           | 64-QAM                 | 3/5 | 19/128           | 22                  | Wendelstein (Bayrischzell), Olympiaturm (München), Untersberg (Salzburg), Hochberg (Traunstein) |
| 35    | 586               | Freenet TV Bayern | - n-tv HD - RTL HD (München) - RTL Zwei HD - Nitro HD - Super RTL HD - RTLup HD - Vox HD                                                                                                | 100         | D                                           | V                                           | 64-QAM                 | 2/3 | 1/16             | 27,6                | Wendelstein (Bayrischzell), Olympiaturm (München)                                               |
| 48    | 690               | Freenet TV Bayern | - 123tv (FTA) - Bibel TV (FTA) - Disney Channel HD - DMAX HD - Eurosport 1 HD - Welt HD - Nickelodeon HD / CC +1 HD - VOXup HD - QVC (FTA) - QVC Zwei (FTA) - HSE (FTA) - Shop LC (FTA) | 100         | D                                           | V                                           | 64-QAM                 | 2/3 | 1/16             | 27,6                | Wendelstein (Bayrischzell), Olympiaturm (München)                                               |

  1)rbb Berlin außerhalb der Regionalzeiten des BR Fernsehens
Die Fernsehsender auf den Kanälen von Freenet TV werden mit Ausnahme von Bibel TV und der Teleshopping-Programme verschlüsselt verbreitet und sind nur entgeltlich empfangbar.

### Analoges Fernsehen
Bis zur Umstellung auf DVB-T am 30. Mai 2005 wurden folgende Programme in analogem PAL gesendet:
Die Sender schwacher Leistung dienten früher der Versorgung von Bayrischzell.
| Kanal | Frequenz (MHz) | Programm                                   | ERP (kW) | Sendediagramm rund (ND)/ gerichtet (D) | Polarisation horizontal (H)/ vertikal (V) |
| ----- | -------------- | ------------------------------------------ | -------- | -------------------------------------- | ----------------------------------------- |
| 10    | 210,25         | Das Erste (BR)                             | 100      | D                                      | H                                         |
| 34    | 575,25         | ZDF                                        | 0,4      | ND                                     | H                                         |
| 48    | 687,25         | Bayerisches Fernsehen (Schwaben/Altbayern) | 0,4      | ND                                     | H                                         |

### DVB-T
Bis zur Umstellung auf DVB-T2 wurden folgende Programme im Vorgängerstandard DVB-T gesendet:
| Kanal | Frequenz (in MHz) | Multiplex                                   | Programme im Multiplex | ERP (in kW) | Antennendiagramm rund (ND), gerichtet (D) | Polarisation horizontal (H), vertikal (V) | Modulations- verfahren | FEC | Guard- intervall | Bitrate (MBit/s) | SFN                                                                                             |
| ----- | ----------------- | ------------------------------------------- | --- | ----------- | ----------------------------------------- | ----------------------------------------- | ---------------------- | --- | ---------------- | ---------------- | ----------------------------------------------------------------------------------------------- |
| 34    | 578               | Gemischt privat München 2 (Media Broadcast) | - Sat.1 Gold - ProSieben Maxx - Tele 5 - Eurosport 1                                                                                  | 100         | D                                         | V                                         | 16-QAM (8k-Modus)      | 2/3 | 1/4              | 13,27            | Wendelstein (Bayrischzell), Olympiaturm (München)                                               |
| 35    | 586               | ZDFmobil                                    | - ZDF - 3sat - ZDFinfo - KiKA (06–21 Uhr), ZDFneo (21–06 Uhr)                                                                         | 100         | D                                         | V                                         | 16-QAM (8k-Modus)      | 2/3 | 1/4              | 13,27            | Wendelstein (Bayrischzell), Olympiaturm (München), Untersberg (Salzburg), Hochberg (Traunstein) |
| 48    | 690               | ProSiebenSat.1 Media Bayern                 | - ProSieben - Sat.1 (Bayern) - Kabel Eins - N24                                                                                       | 100         | D                                         | V                                         | 16-QAM (8k-Modus)      | 2/3 | 1/4              | 13,27            | Wendelstein (Bayrischzell), Olympiaturm (München)                                               |
| 52    | 722               | Gemischt privat München (Media Broadcast)   | - ManouLenz.TV - Sixx - München TV - HSE24 - Multithek (HbbTV-Dienst mit mehreren Streams)                                            | 100         | D                                         | V                                         | 16-QAM (8k-Modus)      | 2/3 | 1/4              | 13,27            | Wendelstein (Bayrischzell), Olympiaturm (München)                                               |
| 54    | 738               | ARD Digital (BR)                            | - Das Erste (BR) - Arte - Phoenix - One                                                                                               | 100         | D                                         | V                                         | 16-QAM (8k-Modus)      | 2/3 | 1/4              | 13,27            | Wendelstein (Bayrischzell), Olympiaturm (München), Untersberg (Salzburg), Hochberg (Traunstein) |
| 56    | 754               | ARD regional (BR) Südbayern                 | - Bayerisches Fernsehen (Schwaben/Altbayern) - ARD-alpha - SWR Fernsehen Baden-Württemberg - Tagesschau24 - Datendienst BR-Newsticker | 100         | D                                         | V                                         | 16-QAM (8k-Modus)      | 2/3 | 1/4              | 13,27            | Wendelstein (Bayrischzell), Olympiaturm (München), Untersberg (Salzburg), Hochberg (Traunstein) |

### Amateurfunk
Auf dem Wendelstein befinden sich auch Amateurfunk-Relaisstationen für das 2-m-, 70-cm- und 23-cm-Band mit Reichweiten bis in den Bayerischen Wald und nach Schwaben. Außerdem wurde 2019 eine der ersten Mobilfunk (5G) Anlagen für Südbayern gemeinsam mit dem Sender München-Ismaning installiert.